# Westerwijtwerd
Westerwijtwerd (Gronings: Wietwerd) is een klein dorp direct ten zuiden van Middelstum in de gemeente Eemsdelta  in de provincie Groningen. Het telde 75 inwoners in 2023. Langs het dorp stroomt het Westerwijtwerdermaar.
Het dorpsbeeld wordt gedomineerd door de 13e-eeuwse kerk van Westerwijtwerd en de 19e-eeuwse koren- en pelmolen Zeldenrust. Het dorp had van 1959 tot 2010 een van de laatste 'huiskamercafés' van Nederland: café Hazekamp. Dit was gevestigd in een pand uit ongeveer 1880, waar lange tijd een smid was gevestigd die er ook een café bestierde. In 1959 ging het over in handen van Tinus Hazekamp, die meteen ook brugwachter werd en in dezelfde periode ook de molen overnam van zijn vader. In 1986 gaf hij de molen uit handen, in 2010 overleed hij. Het café werd in 2011 voortgezet door de nieuwe eigenaren.
Aangezien Westerwijtwerd relatief gezien zeer laag ligt, waren er rond het dorp vroeger vele poldermolens te vinden voor de waterbeheersing. De poldermolen De Palen, even ten zuiden van het dorp, is de enige overgebleven poldermolen rond Westerwijtwerd.
Op 22 mei 2019 werd Westerwijtwerd ten gevolge van de aardgaswinning in Nederland opgeschrikt door een aardbeving met een magnitude van 3,4 op de schaal van Richter, waarmee het de tot dan toe twee na zwaarste beving in de provincie Groningen is.

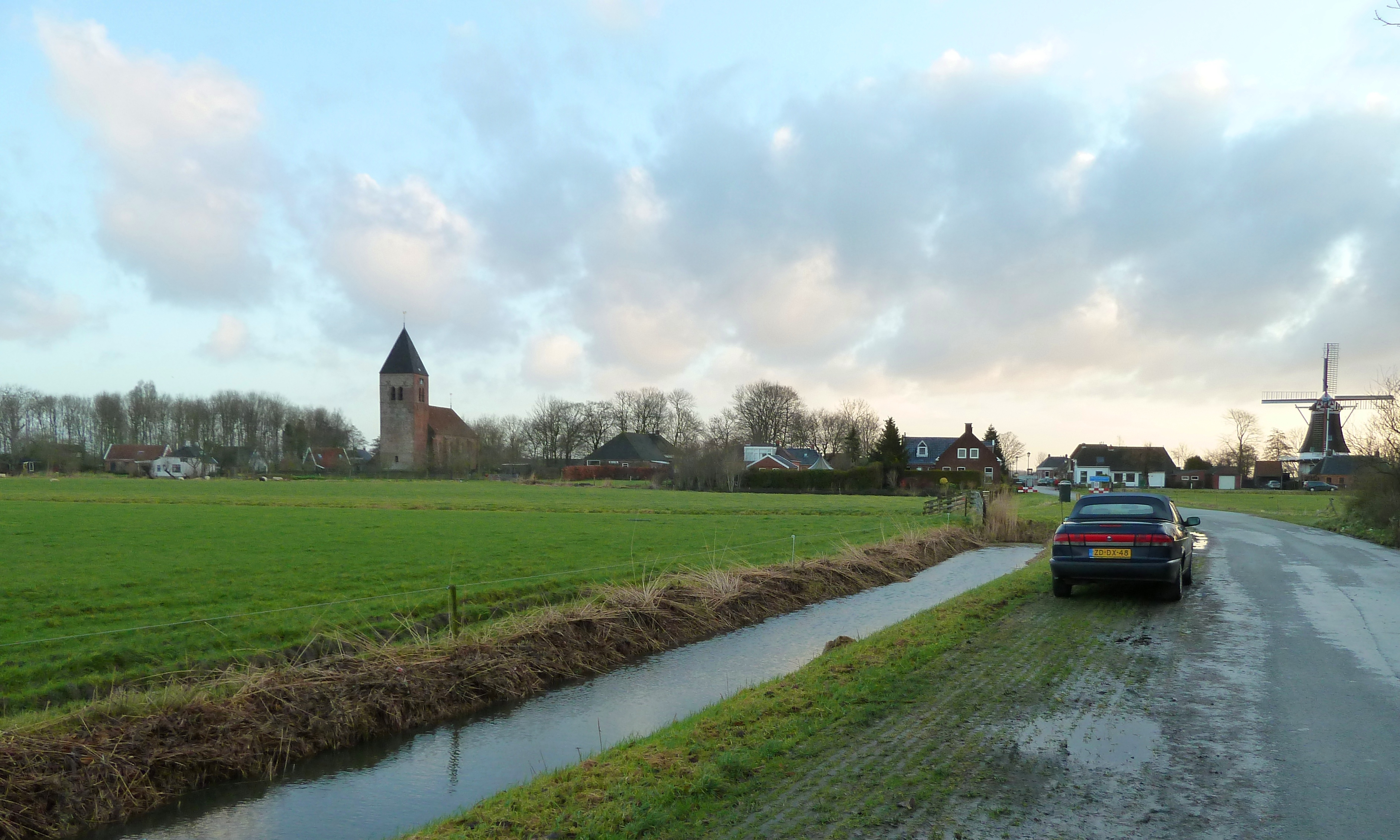
Silhouet van Westerwijtwerd vanaf de Dorpsweg met rechts de molen en links de kerk
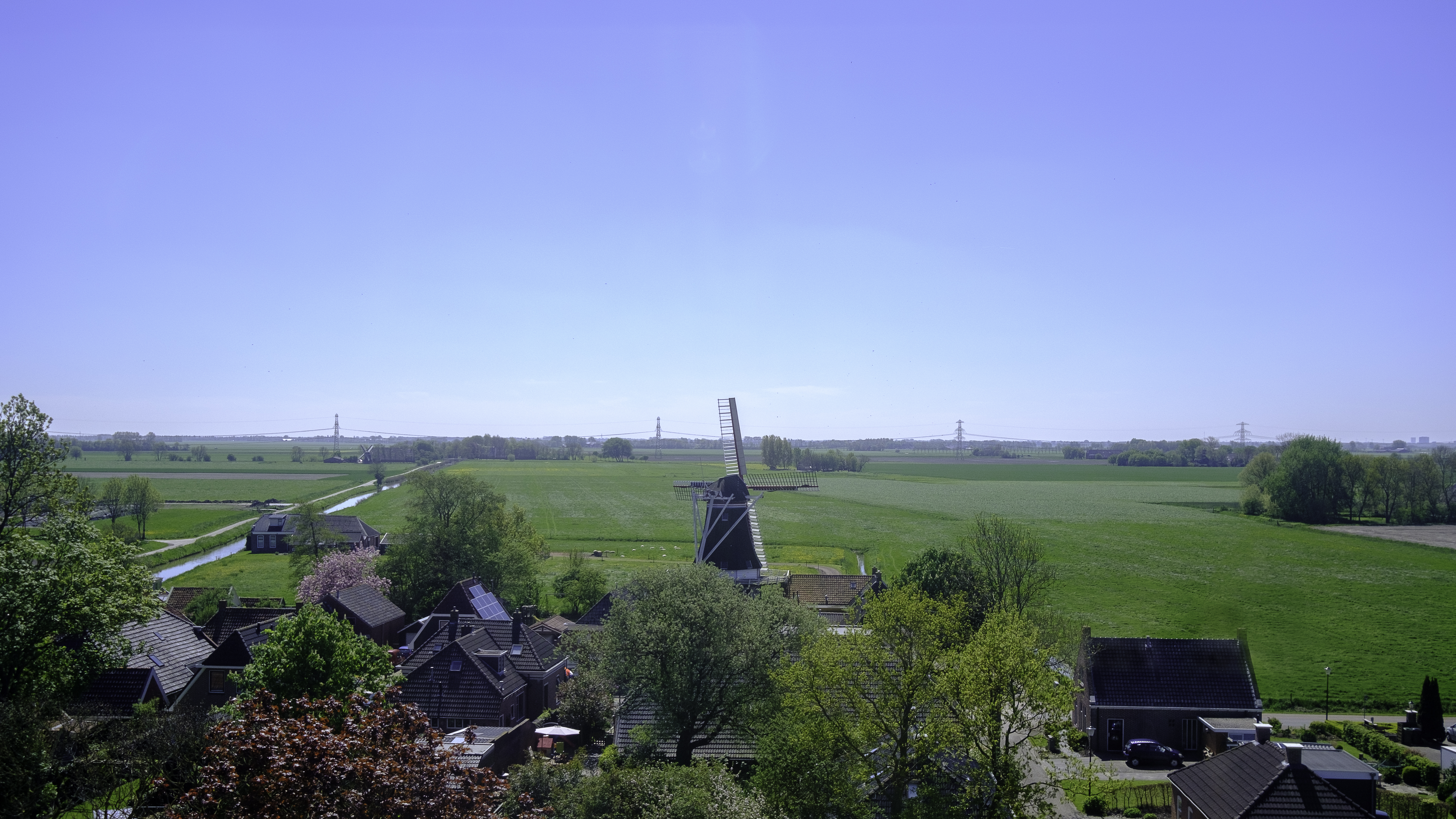
Gezicht op het dorp vanuit de kerktoren met op de achtergrond de molen
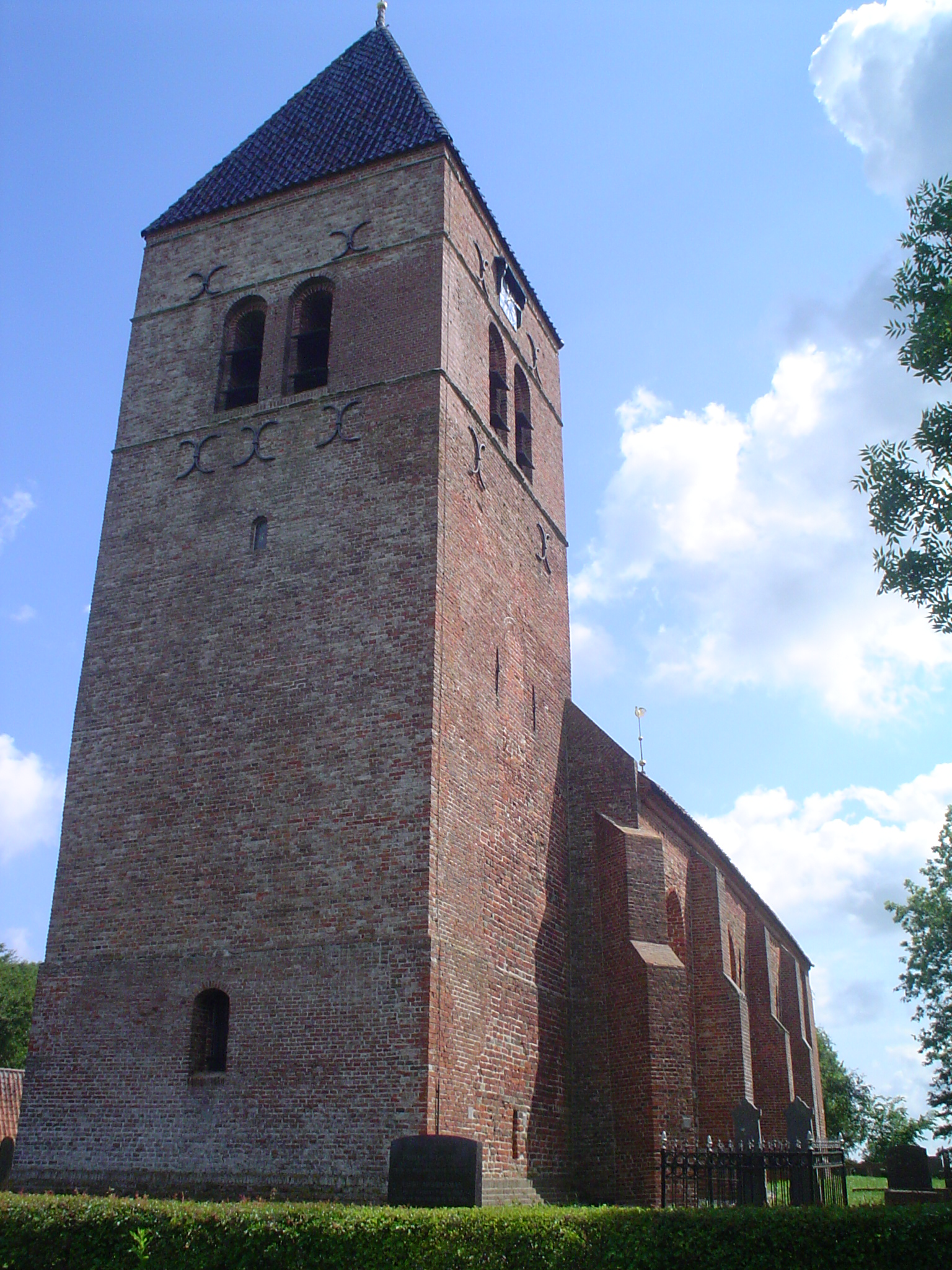
Kerk van Westerwijtwerd
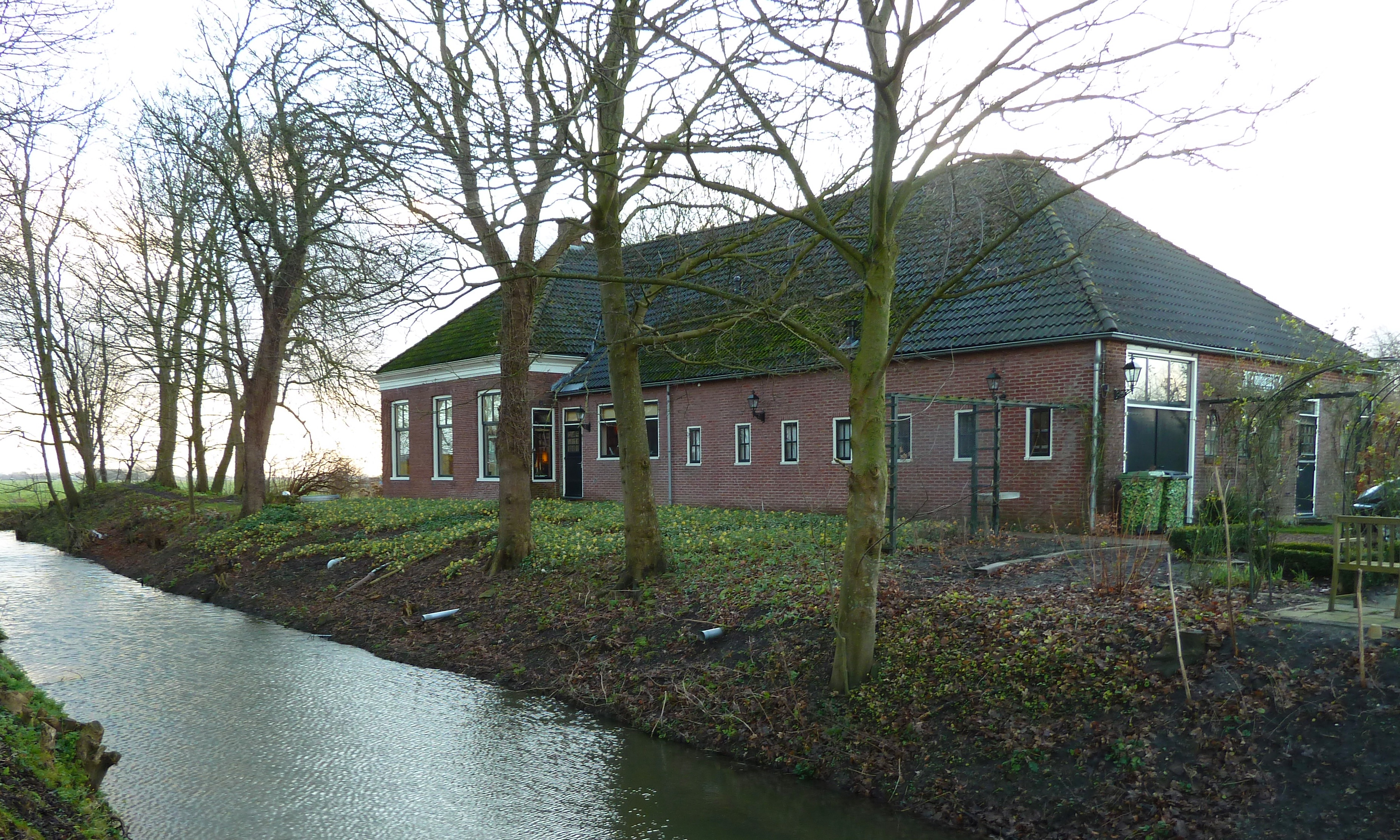
Pastorie (herbouwd in 1863)
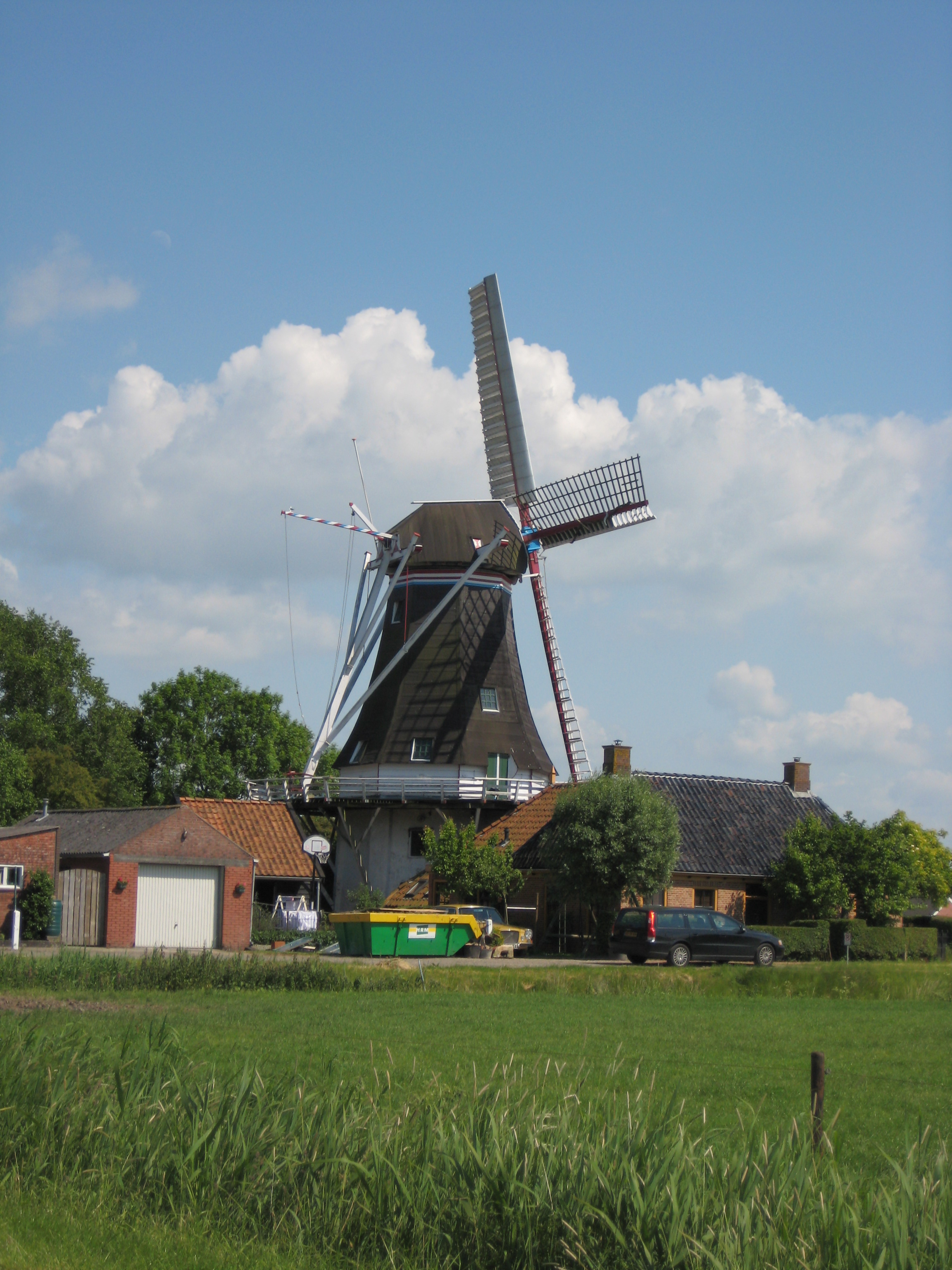
Korenmolen Zeldenrust
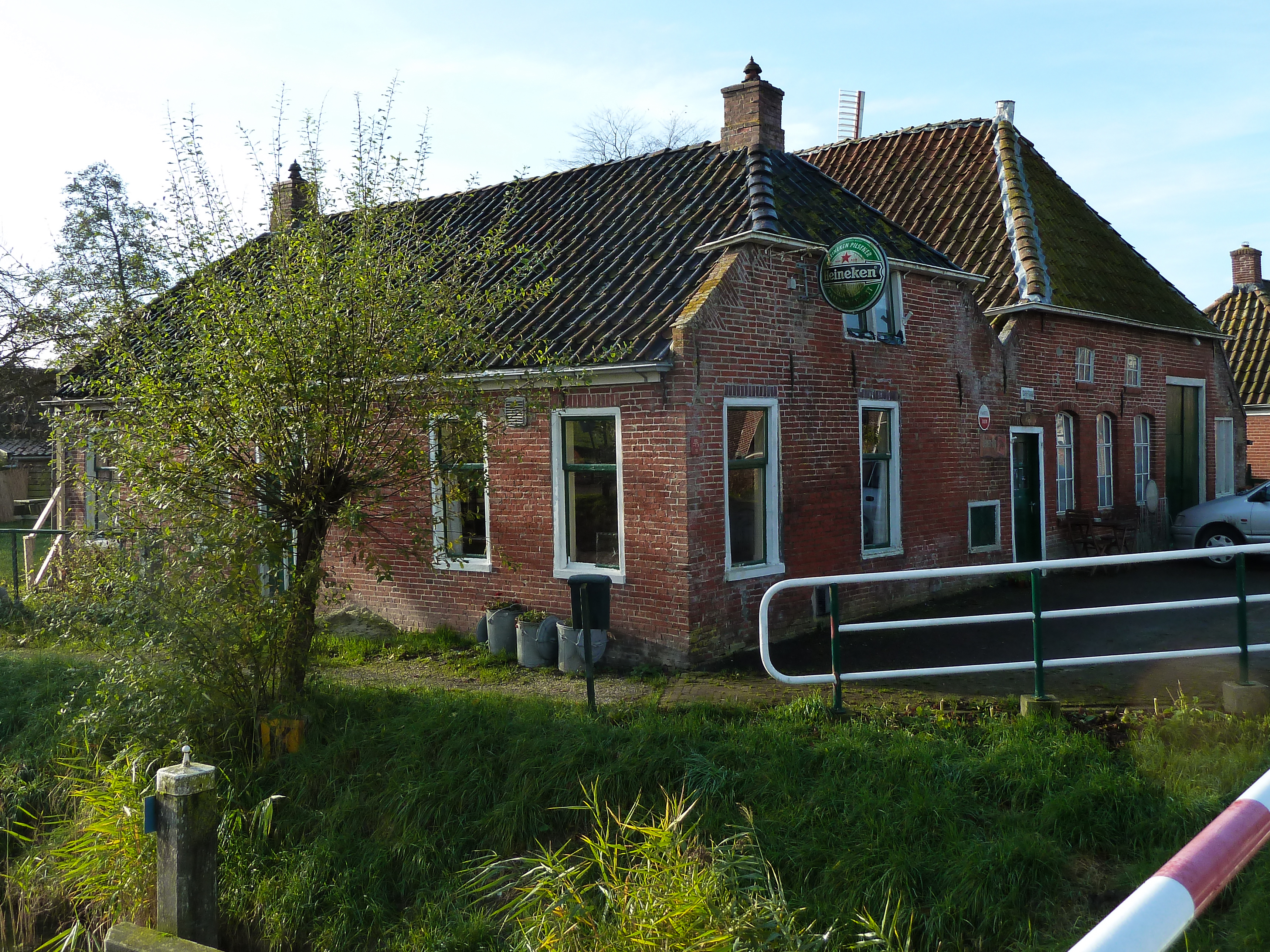
Het huiskamercafé (1880)
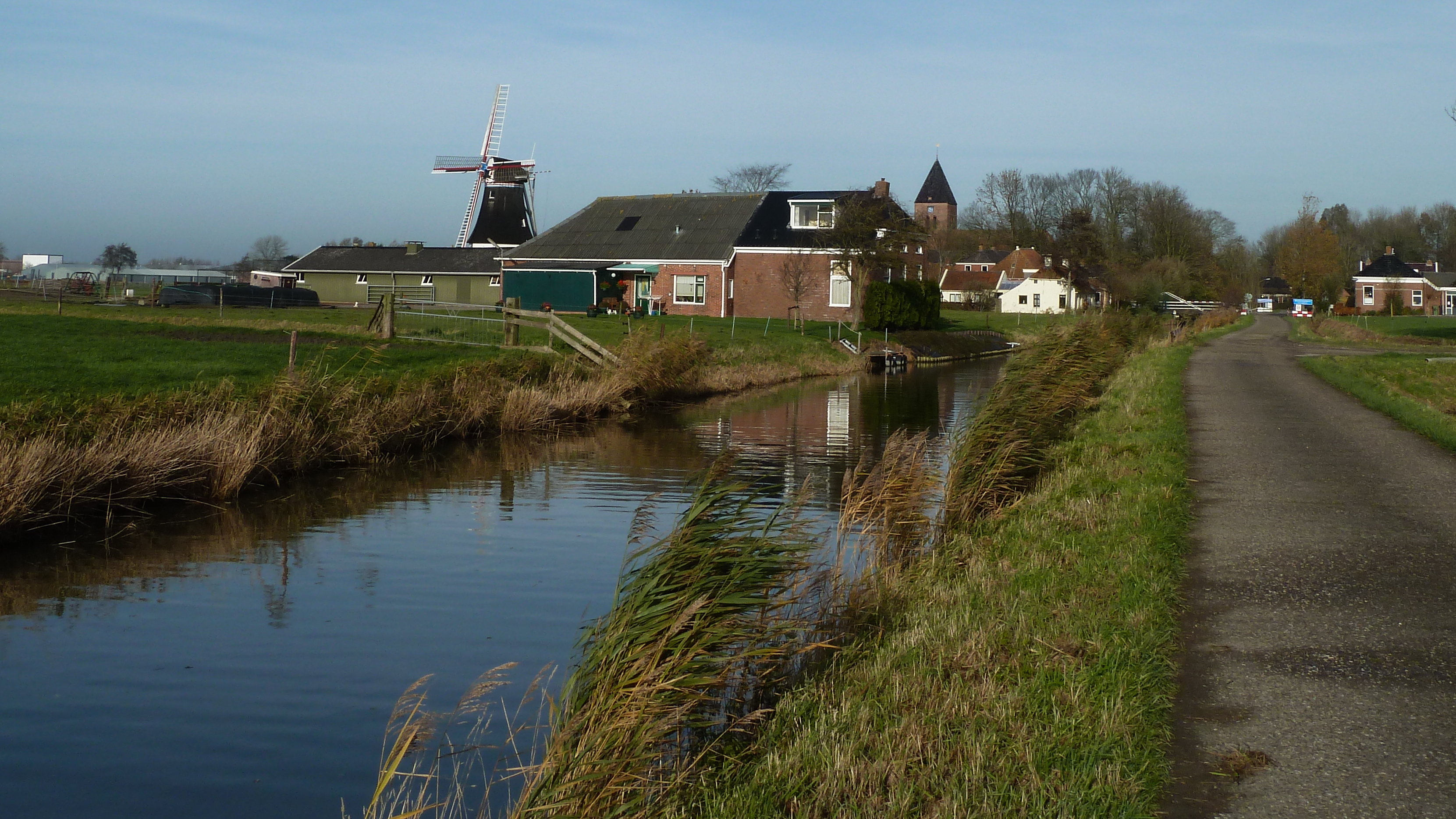
Het dorp gezien over het Westerwijtwerdermaar